# Örményország az 1996. évi nyári olimpiai játékokon
Örményország az egyesült államokbeli Atlantában megrendezett 1996. évi nyári olimpiai játékok egyik részt vevő nemzete volt. Az országot az olimpián 11 sportágban 32 sportoló képviselte, akik összesen 2 érmet szereztek. Örményország  önállóan először vett részt a nyári olimpiai játékokon, és a birkózó Armen Nazarjan révén első olimpiai aranyérmét is megszerezte.

## Érmesek
| Érem  | Versenyző       | Sportág  | Versenyszám        |
| ----- | --------------- | -------- | ------------------ |
| Arany | Armen Nazarjan  | Birkózás | Kötöttfogás, 52 kg |
| Ezüst | Armen Mkrtcsjan | Birkózás | Szabadfogás, 48 kg |

## Atlétika
| Versenyző          | Versenyszám | Selejtező | Selejtező | Döntő    | Döntő    |
| Versenyző          | Versenyszám | Eredmény  | Helyezés  | Eredmény | Helyezés |
| ------------------ | ----------- | --------- | --------- | -------- | -------- |
| Robert Emmijan     | Távolugrás  | 776 cm    | 27.*      | kiesett  | kiesett  |
| Armen Martiroszjan | Hármasugrás | 16,74 m   | 11.       | 16,97 m  | 5.       |

* - egy másik versenyzővel azonos eredményt ért el

## Birkózás
Kötöttfogású
| Versenyző         | Versenyszám | 32-es főtábla                  | Nyolcaddöntő                            | Negyeddöntő                     | Elődöntő                 | Vigaszág 2. kör           | Vigaszág 3. kör            | Vigaszág 4. kör                             | Vigaszág 5. kör               | Vigaszág 6. kör   | Bronz- mérkőzés                                            | Döntő                       | Helyezés |
| Versenyző         | Versenyszám | Ellenfél Eredmény              | Ellenfél Eredmény                       | Ellenfél Eredmény               | Ellenfél Eredmény        | Ellenfél Eredmény         | Ellenfél Eredmény          | Ellenfél Eredmény                           | Ellenfél Eredmény             | Ellenfél Eredmény | Ellenfél Eredmény                                          | Ellenfél Eredmény           | Helyezés |
| ----------------- | ----------- | ------------------------------ | --------------------------------------- | ------------------------------- | ------------------------ | ------------------------- | -------------------------- | ------------------------------------------- | ----------------------------- | ----------------- | ---------------------------------------------------------- | --------------------------- | -------- |
| Armen Nazarjan    | 52 kg       | Andrij Kalasnikov (UKR) · 10–0 | Ha Thejon (Ha Tae-Yeon) (KOR) · 12–2    | Szamvel Danyijeljan (RUS) · 3–0 | Lázaro Rivas (CUB) · 7–1 |                           |                            |                                             |                               |                   |                                                            | Brandon Paulson (USA) · 5–1 |          |
| Agaszi Manukján   | 57 kg       | Nabil Salhi (TUN) · 4–0        | Ruszlan Hakimov (UKR) · 0–11            |                                 |                          |                           | Vilayət Ağayev (AZE) · 2–7 | kiesett                                     | kiesett                       | kiesett           | kiesett                                                    |                             | 13.      |
| Mhitar Manoukjan  | 62 kg       | Hu Guohong (CHN) · 11–0        | Hrihorij Kamisenko (UKR) · 2–3          |                                 |                          |                           | Usama Aziz (SWE) · 4–0     | Cshö Szangszon (Choi Sang-Seon) (KOR) · 5–0 | Mehmet Akif Pirim (TUR) · 4–9 |                   | A 7. helyért · Szergej Martinov (RUS) · mérkőzés nélkül    |                             | 7.       |
| Szamvel Manoukjan | 68 kg       | Yalçın Karapınar (TUR) · 0–3   |                                         |                                 |                          | José Escobar (COL) · 12–0 | Colin Daynes (CAN) · 9–3   | Alekszandr Tretyjakov (RUS) · 0–5           | kiesett                       | kiesett           | kiesett                                                    |                             | 10.      |
| Levon Gegamjan    | 82 kg       | Martin Lidberg (SWE) · 0–2     |                                         |                                 |                          | Farkas Péter (HUN) · 4–0  | Pavel Frinta (CZE) · 3–2   | Aleksandar Jovančević (SCG) · 2–0           | Daulet Turlihanov (KAZ) · 1–3 |                   | A 7. helyért · Raatbek Szanatbajev (KGZ) · mérkőzés nélkül |                             | 7.       |
| Colak Egisjan     | 90 kg       | Gelénesi Nándor (HUN) · 5–1    | Jordánisz Konsztandinídisz (GRE) · 0–12 |                                 |                          |                           | Rozy Redzhepov (TKM) · 5–2 | Aljakszandr Szidarenka (BLR) · 1–3          | kiesett                       | kiesett           | kiesett                                                    |                             | 9.       |

Szabadfogású
| Versenyző        | Versenyszám | 32-es főtábla                     | Nyolcaddöntő           | Negyeddöntő             | Elődöntő                      | Vigaszág 2. kör   | Vigaszág 3. kör   | Vigaszág 4. kör   | Vigaszág 5. kör   | Vigaszág 6. kör             | Bronz- mérkőzés                            | Döntő             | Helyezés |
| Versenyző        | Versenyszám | Ellenfél Eredmény                 | Ellenfél Eredmény      | Ellenfél Eredmény       | Ellenfél Eredmény             | Ellenfél Eredmény | Ellenfél Eredmény | Ellenfél Eredmény | Ellenfél Eredmény | Ellenfél Eredmény           | Ellenfél Eredmény                          | Ellenfél Eredmény | Helyezés |
| ---------------- | ----------- | --------------------------------- | ---------------------- | ----------------------- | ----------------------------- | ----------------- | ----------------- | ----------------- | ----------------- | --------------------------- | ------------------------------------------ | ----------------- | -------- |
| Armen Mkrtcsjan  | 48 kg       | José Manuel Restrepo (COL) · 10–0 | Rob Eiter (USA) · 9–2  | Alexis Vila (CUB) · 4–2 | Vitalie Railean (MDA) · 7–2   |                   |                   |                   |                   |                             | Kim Il (PRK) · 4–5                         |                   |          |
| Arajik Gevorgjan | 68 kg       | Ahmad el-Aoszta (SYR) · 9–1       | Aleh Hohal (BLR) · 3–2 | erőnyerő                | Townsend Saunders (USA) · 0–4 |                   |                   |                   |                   | Yosvany Sánchez (CUB) · 4–8 | Az 5. helyért · Hvang Cshangho (KOR) · 0–0 |                   | 5.       |

## Cselgáncs
Férfi
| Versenyző        | Versenyszám | Selejtező         | 32-es főtábla       | Nyolcaddöntő      | Negyeddöntő       | Elődöntő          | Vigaszág első kör | Vigaszág negyeddöntő | Vigaszág elődöntő | Bronz- mérkőzés   | Döntő             | Helyezés |
| Versenyző        | Versenyszám | Ellenfél Eredmény | Ellenfél Eredmény   | Ellenfél Eredmény | Ellenfél Eredmény | Ellenfél Eredmény | Ellenfél Eredmény | Ellenfél Eredmény    | Ellenfél Eredmény | Ellenfél Eredmény | Ellenfél Eredmény | Helyezés |
| ---------------- | ----------- | ----------------- | ------------------- | ----------------- | ----------------- | ----------------- | ----------------- | -------------------- | ----------------- | ----------------- | ----------------- | -------- |
| Arszen Gevorgjan | Váltósúly   | erőnyerő          | Yuan Chao (CHN) · V | kiesett           | kiesett           | kiesett           |                   |                      |                   |                   |                   | 21.      |

## Kerékpározás

### Országúti kerékpározás
Férfi
| Versenyző       | Versenyszám   | Idő           | Helyezés      |
| --------------- | ------------- | ------------- | ------------- |
| Arszen Gazarjan | Mezőnyverseny | nem ért célba | nem ért célba |

## Műugrás
Férfi
| Versenyző              | Versenyszám        | Selejtező | Selejtező | Elődöntő | Elődöntő | Döntő   | Döntő    |
| Versenyző              | Versenyszám        | Pont      | Helyezés  | Pont     | Helyezés | Pont    | Helyezés |
| ---------------------- | ------------------ | --------- | --------- | -------- | -------- | ------- | -------- |
| Hovhannesz Avtandiljan | Egyéni toronyugrás | 275,64    | 32.       | kiesett  | kiesett  | kiesett | kiesett  |

Női
| Versenyző               | Versenyszám    | Selejtező | Selejtező | Elődöntő | Elődöntő | Döntő   | Döntő    |
| Versenyző               | Versenyszám    | Pont      | Helyezés  | Pont     | Helyezés | Pont    | Helyezés |
| ----------------------- | -------------- | --------- | --------- | -------- | -------- | ------- | -------- |
| Arousjak Gjoulboudagjan | Egyéni műugrás | 228,72    | 20.       | kiesett  | kiesett  | kiesett | kiesett  |

## Ökölvívás
| Versenyző       | Versenyszám | Selejtező                         | Nyolcaddöntő                  | Negyeddöntő       | Elődöntő          | Döntő             | Helyezés |
| Versenyző       | Versenyszám | Ellenfél Eredmény                 | Ellenfél Eredmény             | Ellenfél Eredmény | Ellenfél Eredmény | Ellenfél Eredmény | Helyezés |
| --------------- | ----------- | --------------------------------- | ----------------------------- | ----------------- | ----------------- | ----------------- | -------- |
| Nsan Mouncsjan  | Papírsúly   | erőnyerő                          | Daniel Petrov (BUL) · 5–11    | kiesett           | kiesett           | kiesett           | 9.       |
| Lernik Papjan   | Légsúly     | Cudzsimoto Kazumasza (JPN) · 10–0 | Maikro Romero (CUB) · 6–22    | kiesett           | kiesett           | kiesett           | 9.       |
| Artur Gevorgjan | Pehelysúly  | Elvis Konamegui (CMR) · 10–3      | Floyd Mayweather (USA) · 3–16 | kiesett           | kiesett           | kiesett           | 9.       |
| Mehak Gazarjan  | Könnyűsúly  | erőnyerő                          | Mike Strange (CAN) · 7–16     | kiesett           | kiesett           | kiesett           | 9.       |

## Sportlövészet
Férfi
| Versenyző        | Versenyszám           | Selejtező | Selejtező | Döntő   | Döntő    |
| Versenyző        | Versenyszám           | Pont      | Helyezés  | Pont    | Helyezés |
| ---------------- | --------------------- | --------- | --------- | ------- | -------- |
| Hracsja Petikjan | Sportpuska, összetett | 1164      | 13.*      | kiesett | kiesett  |

* - négy másik versenyzővel azonos eredményt ért el

## Súlyemelés
| Versenyző             | Versenyszám | Szakítás | Szakítás | Lökés                    | Lökés                    | Összesen | Helyezés |
| Versenyző             | Versenyszám | Eredmény | Helyezés | Eredmény                 | Helyezés                 | Összesen | Helyezés |
| --------------------- | ----------- | -------- | -------- | ------------------------ | ------------------------ | -------- | -------- |
| Edouard Darbinjan     | 64 kg       | 132,5    | 11.*     | 160,0                    | 12.*                     | 292,5    | 12.      |
| Iszrajel Militoszján  | 70 kg       | 152,5    | 4.*      | 182,5                    | 6.                       | 335,0    | 6.       |
| Hajk Jegiazarjan      | 70 kg       | 145,0    | 11.*     | 180,0                    | 7.*                      | 325,0    | 12.      |
| Hovhannesz Barszegjan | 76 kg       | 155,0    | 11.*     | 190,0                    | 6.                       | 345,0    | 8.       |
| Hacsatur Kjapanakcján | 76 kg       | 165,0    | 1.       | érvényes kísérlet nélkül | érvényes kísérlet nélkül | kiesett  | kiesett  |
| Sergo Chakhoyan       | 83 kg       | 170,0    | 2.*      | 195,0                    | 9.                       | 365,0    | 6.       |
| Alex Karapetyan       | 91 kg       | 167,5    | 8.*      | 200,0                    | 13.*                     | 367,5    | 13.      |
| Agvan Grigorjan       | 99 kg       | 175,0    | 6.*      | 205,0                    | 10.*                     | 380,0    | 8.       |
| Ara Vardanjan         | 108 kg      | 180,0    | 7.       | 215,0                    | 6.*                      | 395,0    | 7.       |
| Asot Danieljan        | +108 kg     | 177,5    | 10.*     | 217,5                    | 13.                      | 395,0    | 13.      |

* - másik versenyzővel azonos eredményt ért el

## Tenisz
Férfi
| Versenyző           | Versenyszám | 64-es főtábla                  | 32-es főtábla                        | Nyolcaddöntő      | Negyeddöntő       | Elődöntő          | Bronz- mérkőzés   | Döntő             | Helyezés |
| Versenyző           | Versenyszám | Ellenfél Eredmény              | Ellenfél Eredmény                    | Ellenfél Eredmény | Ellenfél Eredmény | Ellenfél Eredmény | Ellenfél Eredmény | Ellenfél Eredmény | Helyezés |
| ------------------- | ----------- | ------------------------------ | ------------------------------------ | ----------------- | ----------------- | ----------------- | ----------------- | ----------------- | -------- |
| Szargisz Szargszjan | Egyes       | Daniel Nestor (CAN) · 6–4, 6–4 | Thomas Enqvist (SWE) · 6–4, 6–7, 4–6 | kiesett           | kiesett           | kiesett           | kiesett           | kiesett           | 17.      |

## Torna
Férfi
| Versenyző         | Versenyszám      | Selejtező | Selejtező | Döntő    | Döntő    |
| Versenyző         | Versenyszám      | Pontszám  | Helyezés  | Pontszám | Helyezés |
| ----------------- | ---------------- | --------- | --------- | -------- | -------- |
| Norajr Szargszjan | Talaj            | 18,712    | 49.       | kiesett  | kiesett  |
| Norajr Szargszjan | Ugrás            | 19,099    | 34.       | kiesett  | kiesett  |
| Norajr Szargszjan | Korlát           | 17,450    | 86.       | kiesett  | kiesett  |
| Norajr Szargszjan | Nyújtó           | 18,550    | 61.       | kiesett  | kiesett  |
| Norajr Szargszjan | Gyűrű            | 18,400    | 71.*      | kiesett  | kiesett  |
| Norajr Szargszjan | Lólengés         | 18,000    | 76.*      | kiesett  | kiesett  |
| Norajr Szargszjan | Egyéni összetett | 110,211   | 50.       | kiesett  | kiesett  |

* - egy másik versenyzővel azonos eredményt ért el

## Úszás
Női
| Versenyző      | Versenyszám | Előfutam | Előfutam | Előfutam | Döntő   | Döntő   | Döntő   | Helyezés |
| Versenyző      | Versenyszám | Idő      | Hely.    | Össz.    | Típus   | Idő     | Hely.   | Helyezés |
| -------------- | ----------- | -------- | -------- | -------- | ------- | ------- | ------- | -------- |
| Anous Manukjan | 100 m mell  | 1:20,70  | 5.       | 45.      | kiesett | kiesett | kiesett | kiesett  |